# پیکادلی جیم (فیلم ۲۰۰۴)
پیکادلی جیم (به انگلیسی: Piccadilly Jim) فیلمی محصول سال ۲۰۰۴ و به کارگردانی جان مک‌کی است. در این فیلم بازیگرانی همچون سم راکول، فرانسیس اوکانر، تام ویلکینسون، برندا بلتین، هیو بونه‌ویل، الیسون جنی، آستین پندلتن، تام هالندر، جفری پالمر، پم فریس و سیا ایفای نقش کرده‌اند.